# Улица Шарлотес (Рига)
Улица Шарлотес (латыш. Šarlotes iela) — улица в Центральном районе города Риги. Начинается от перекрёстка с улицами Бривибас и Миера, заканчивается перекрёстком с улицей Кришьяня Валдемара.
Общая длина улицы составляет 639 метров. На всём протяжении имеет асфальтовое покрытие. На участке от начала улицы до перекрёстка с улицей Аристида Бриана движение одностороннее (в сторону улицы Бривибас). Общественный транспорт по улице не курсирует.

## История
Улица Шарлотес (Шарлотинская) образовалась в 1885 году, при разделении бывшей Лагерной улицы (латыш. Lēģeru iela, нем. Lagerstrasse) на нынешние улицы Матиса и Шарлотес. Одновременно к новообразованной улице Шарлотес была присоединена 3-я Выгонная улица. В 1954 году бывшая 3-я Выгонная улица была отделена от улицы Шарлотес и стала продолжением тогдашней улицы Горького (ныне улица Кришьяня Валдемара).
Шарлотинская улица получила наименование по названию имения, находившегося в этом районе. В 1816 году это имение перешло во владение ландшафтного архитектора Г. Вагнера, устроившего здесь образцовое садоводческое хозяйство с оранжереями тропических растений.
С 1985 по 1990 год улица Шарлотес носила имя актрисы Лилиты Берзини (1903—1983), народной артистки СССР; других переименований в истории улицы не было.

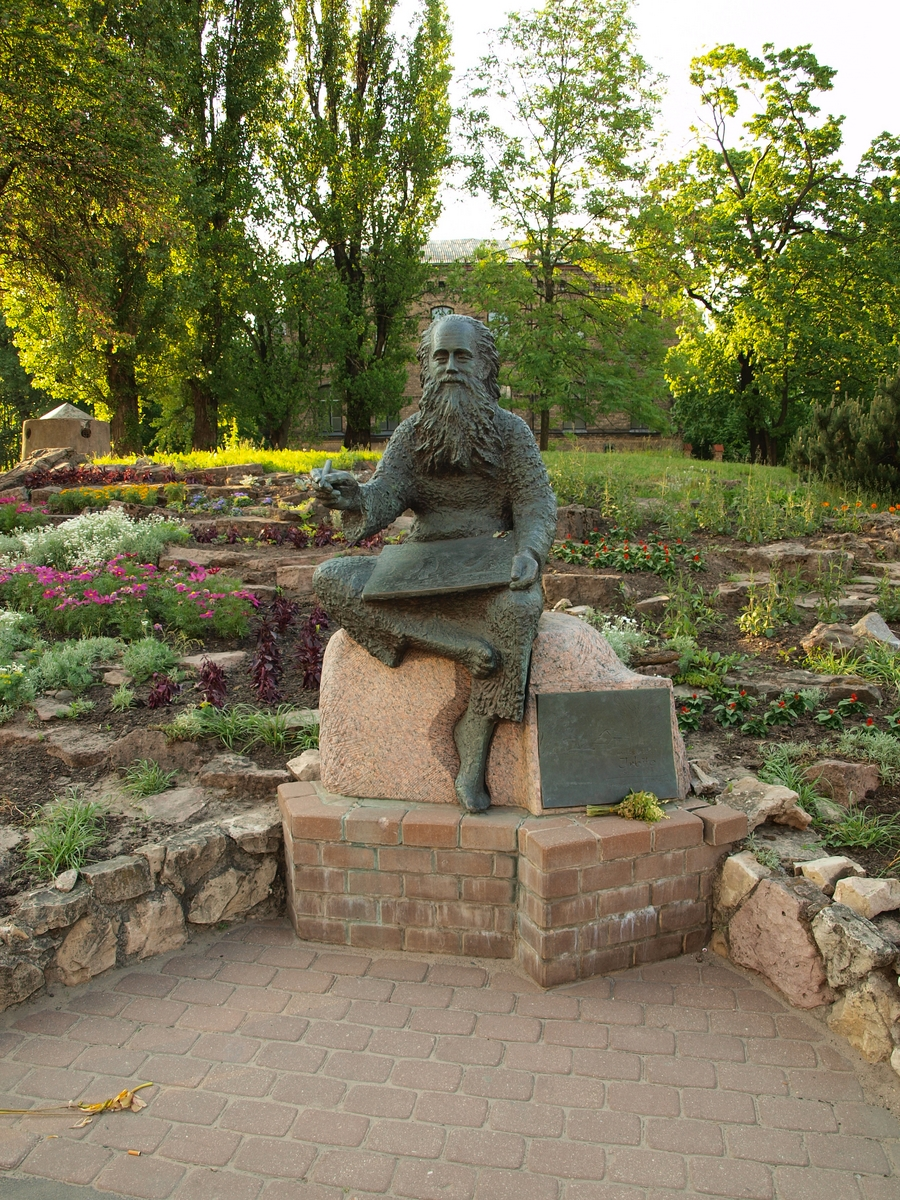
Памятник Волдемару Ирбе

## Примечательные объекты
- В саду камней у перекрёстка с улицей Бривибас установлен памятник художнику Волдемару Ирбе (скульптор Андрис Варпа, 1999).
- На улице Шарлотес расположен один из поликлинических корпусов 1-й Рижской больницы, называемый «Поликлиника Шарлотес»[5], хотя его адрес, как и всей больницы, относится к улице Бруниниеку.
- В доме 1B расположена научная медицинская библиотека и медицинский факультет Латвийского университета.
- Дом 1D занимает Латвийский Красный Крест.

## Прилегающие улицы
Улица Шарлотес пересекается со следующими улицами:
- Улица Бривибас
- Улица Миера
- Улица Майзницас
- Улица Аристида Бриана
- Улица Палидзибас
- Улица Кришьяня Валдемара